# 葡萄牙足球甲级联赛
葡萄牙足球甲級聯賽（葡萄牙語：Liga Portugal 2），是葡萄牙足球联赛系统的第 2 級別，在2005年至2012年期間名為，2016年1月25日，中国深圳企业雷曼股份出资独家冠名葡萄牙职业足球甲级联赛，至2019年期間冠名為雷曼葡甲联赛（Ledman LigaPro）。
该联赛始于1990年，现有 20 支球队参赛，包括 5 間葡萄牙超級聯賽（葡萄牙本土第一級別聯賽）球會的 B 隊，這些 B 隊都不能從本聯賽取得升班資格及參加葡萄牙盃、葡聯盃。

## 參賽球隊
2023–24年葡萄牙足球甲級聯賽參賽隊伍共有 18 支。
| 中文名稱      | 英文名稱                | 所在城市           | 上季成績                        |
| ------------- | ----------------------- | ------------------ | ------------------------------- |
| 馬里迪莫      | C.S. Marítimo           | 豐沙爾             | 葡超，第 16 位（升降附負方）    |
|               | Paços de Ferreira       | 帕科斯費雷拉       | 葡超，第 17 位                  |
|               | C.D. Santa Clara        | 蓬塔德爾加達       | 葡超，第 18 位                  |
| 維塞烏        | Académico de Viseu F.C. | 維塞烏             | 第 4 位                         |
| B隊           | FC Porto B              | 佩德羅蘇           | 第 5 位                         |
| 馬夫拉        | C.D. Mafra              | 马夫拉             | 第 6 位                         |
|  | U.D. Vilafranquense     | 希拉自由鎮         | 第 7 位                         |
|               | C.D. Feirense           | 聖瑪麗亞達費拉     | 第 8 位                         |
|  | S.C.U. Torreense        | 托雷斯韋德拉什     | 第 9 位                         |
| 奧利維倫斯    | U.D. Oliveirense        | 奧利韋拉迪阿澤梅什 | 第 10 位                        |
| 唐迪拉        | C.D. Tondela            | 通德拉             | 第 11 位                        |
| 彭拿費爾      | F.C. Penafiel           | 佩納菲耶爾         | 第 12 位                        |
| 國民隊        | C.D. Nacional           | 馬德拉             | 第 13 位                        |
| B隊           | S.L. Benfica B          | 塞沙爾             | 第 14 位                        |
| 歷索斯        | Leixões S.C.            | 馬托西紐什         | 第 15 位                        |
| 利亞拿        | União de Leiria         | 萊里亞             | 葡乙，第 1 位                   |
|               | CF Os Belenenses        | 贝伦区             | 葡乙，第 2 位                   |
| 维拉维登斯    | Länk FC Vilaverdense    | 韋爾迪鎮           | 葡乙，第 3 位（葡甲升降附勝方） |

## 歷屆冠軍
以下為歷屆聯賽冠軍：
- 1990–91：
- 1991–92：
- 1992–93：艾馬多拉
- 1993–94：泰辛斯（英语：F.C. Tirsense）
- 1994–95：
- 1995–96：里奧艾維
- 1996–97：
- 1997–98：利亞拿
- 1998–99：基維辛迪
- 1999–2000：
- 2000–01：辛達卡拉
- 2001–02：摩里倫斯
- 2002–03：里奧艾維
- 2003–04：艾斯杜尼
- 2004–05：
- 2005–06：比拉馬
- 2006–07：歷索斯
- 2007–08：泰羅芬斯
- 2008–09：奧漢倫斯
- 2009–10：比拉馬
- 2010–11：基維辛迪
- 2011–12：艾斯杜尼
- 2012–13：
- 2013–14：摩里倫斯
- 2014–15：唐迪拉
- 2015–16：波圖B隊
- 2016–17：樸迪莫倫斯
- 2017–18：國民隊
- 2018–19：
- 2019–20：從缺
- 2020–21：艾斯杜尼
- 2021–22：里奧艾維
- 2022–23：莫雷倫斯
- 2023–24：

## 外部連結
- 官方網站 （页面存档备份，存于） （葡萄牙文）